# Casimiro I da Polónia
Casimiro I da Polónia "o Restaurador" (Cracóvia, 25 de julho de 1016 - Poznań, 28 de novembro de 1058) foi um duque da Polónia da dinastia Piast e de facto monarca de todo o país a partir de 1034 e até 28 de novembro de 1058, data da sua morte. Foi sucessor de Miecislau II e foi sucedido por Boleslau II da Polônia.

## Relações familiares
Foi filho de Miecislau II (990 - 1034) e de Riquiza da Suábia (c. 1000 - 21 de março de 1063), filha de Ezzo da Lotaríngia (955 - 21 de março de 1034) e de Matilde da Alemanha (? - 1025). Casou com Maria Dobronheva de Kiev (1012 - 1087), filha de Vladimir I de Quieve (948 - 15 de agosto de 1015) Ana de Constantinopla (13 de março de 963 - 1012), filha do imperador bizantino Romano II de Bizancio e a Imperatriz Teofana Anastaso, de quem teve:
1. Ladislau I da Polónia (1040 - 4 de junho de 1102), duque da Polónia, casado com Judite da Boémia (? - 1085).
2. Boleslau II da Polónia[6] (ca. 1041 ou 1042- 2 de abril de 1081), foi duque da Polónia (1058-1076) e rei da Polónia (1076-1089).